# Phsar Kandal Muoy
Phsar Kandal Muoy es una comuna (khum) del distrito de Daun Penh, en la provincia de Nom Pen, Camboya. En marzo de 2008 tenía una población estimada de 9427 habitantes.
Se encuentra ubicada junto a los ríos Mekong y Bassac, al sur del lago Sap (Tonlé Sap).